# Martin Lippens
Martin Lippens (ur. 8 października 1934 w Brukseli, zm. 2 listopada 2016 tamże) – belgijski piłkarz występujący podczas kariery na pozycji pomocnika.

## Życiorys
Lippens całą swoją karierę klubową spędził w Anderlechcie. Grał w nim 1954–1966, czyli przez 12 sezonów. W tym czasie zdobył z klubem aż 7 mistrzostw kraju, dwa razy uplasowali się na 2. miejscu i także dwukrotnie na trzecim miejscu w lidze. Raz zdobył z Anderlechtem także Puchar Belgii.
Debiut w reprezentacji Belgii zaliczył 31 marca 1957 roku w towarzyskim meczu przeciwko reprezentacji Hiszpanii. Mecz zakończył się wygraną Hiszpanów aż 5:0. Natomiast pierwszego gola zdobył 1 marca 1959 roku w towarzyskim spotkaniu z reprezentacją Francji, spotkaniu zremisowanym 2:2. W kadrze grał w sumie przez 6 lat, w których zdążył zagrać w 33 meczach, strzelając 2 bramki.

### Występy w reprezentacji w danym roku
| Reprezentacja | Rok     | Mecze | Bramki |
| ------------- | ------- | ----- | ------ |
| Belgia        | 1957    | 2     | 0      |
| Belgia        | 1958    | 2     | 0      |
| Belgia        | 1959    | 4     | 1      |
| Belgia        | 1960    | 8     | 1      |
| Belgia        | 1961    | 7     | 0      |
| Belgia        | 1962    | 4     | 0      |
| Belgia        | 1963    | 6     | 0      |
| Ogólnie       | Ogólnie | 33    | 1      |